# Habsburg–Estei Mária Beatrix főhercegnő
Habsburg–Estei Mária Beatrix főhercegnő (Modena, 1824. február 13. – Graz, 1906. március 18.), a Habsburg–Lotaringiai-ház Estei ágából származó osztrák főhercegnő, modenai hercegnő, IV. Ferenc modenai herceg legkisebb leánya. Juan Carlos spanyol királyi herceggel, a későbbi karlista trónkövetelővel kötött házassága révén spanyol Bourbon királyi hercegné, Montizon grófnéja.

## Élete

### Származása, családja
Mária Beatrix főhercegnő édesapja a Habsburg–Lotaringiai-ház Estei ágából való Habsburg–Estei Ferenc József Károly főherceg volt (1779–1846), IV. Ferenc néven Modena, Reggio, Massa, Carrara és Guastalla uralkodó hercege.
Édesanyja a modenai hercegné, Savoyai Mária Beatrix szárd királyi hercegnő (1792–1840) volt, I. Viktor Emánuel szárd–piemonti király és Habsburg–Estei Mária Terézia Johanna főhercegnő (1773-1832) leánya.
Négy gyermekük közül Mária Beatrix volt a legfiatalabb:
- Mária Terézia Beatrix főhercegnő (1817–1886), aki az utolsó francia Bourbon királyi herceghez, Henri d’Artois-hoz, Chambord grófjához (1820–1883), a későbbi francia trónkövetelőhöz ment feleségül.
- Ferenc Ferdinánd Geminianus főherceg (1819–1875), aki Adelgunda Auguszta Sarolta bajor királyi hercegnőt (1823–1914), I. Lajos bajor király leányát vette feleségül, és V. Ferenc néven Modena uralkodó hercege lett
- Ferdinánd Károly Viktor főherceg (1821–1849), aki Erzsébet Franciska Mária osztrák főhercegnőt (1831–1903) József nádor leányát vette feleségül.
- Mária Beatrix főhercegnő (1824–1906), modenai hercegnő, Montizon grófnéja.

Apja rendkívül konzervatív gondolkodású zsarnok volt. Az 1830-as franciaországi júliusi forradalom után, ahol elűzték a Bourbon-házi X. Károlyt, a legitim uralkodót, IV. Ferenc herceg nem ismerte el törvényesnek a „polgárkirály”, Lajos Fülöp uralkodását. Spanyolországban támogatta Don Carlos infánsnak (Carlos Maria Isidro de Borbón, 1788–1855) trónigényét a spanyol királyi trón iránt, udvarában menedéket adott I. Mihály portugál királynak (1802–1866), akit 1834-ben elűztek országából, és haláláig trónkövetelőként élt, Dom Miguel néven. IV. Ferenc herceg mindkét leányát királyi családokból származó hercegekhez adta feleségül, akik később trónkövetelőkké váltak.

### Házassága, gyermekei

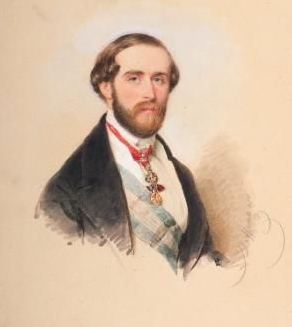
Don Juan Carlos de Borbón, Montizón grófja

1847. február 6-án Mária Beatrix hercegnő feleségül ment Don Juan Carlos Maria de Borbón spanyol királyi herceghez, Montizon grófjához (1822–1887), Don Carlos Maria Isidro de Borbón infánsnak, Molina hercegének (1788–1855) és Maria Francisca de Assis de Bragança portugál infánsnőnek (1800–1834) második fiához.
Házassága révén Mária Beatrix Bourbon hercegnéi méltóságot nyert. A házaspár kezdetben Modenában lakott. Az 1848-as forradalom elől Ausztriába, majd Angliába menekültek. Két fiúgyermekük született, mindketten külföldön, a száműzetés éveiben:
- Don Carlos María de los Dolores de Borbón, Madrid hercege (1848–1909) Laibachban született (1867-ben Margit Mária Bourbon–pármai hercegnőt (1847–1893), III. Károly pármai herceg és Louise Marie francia királyi hercegnő leányát, majd 1894-ben Marie Berthe de Rohan francia hercegnőt (1860–1945) vette feleségül).
- Don Alfonso Carlos de Borbón, San Jaime hercege (1849–1936) Londonban született (1871-ben Maria das Nieves de Bragança portugál infánsnőt (1852–1941), I. Mihály portugál király legidősebb leányát vette feleségül).

Bátyját, V. Ferenc modenai herceget 1848 augusztusában az itáliai forradalmakat leverő osztrák haderő ültette vissza trónjára. Juan Carlos herceg Angliában – saját szüleinek és feleségének hithű katolicizmusa és konzervatív világnézete ellenére – a liberalizmussal kezdett kacérkodni. V. Ferenc herceg ezt nem tűrhette el. A családi viták nyomán a konzervatív Mária Beatrix 1850-ben elvált férjétől, és gyermekeivel együtt visszatért Modenába. Gyermekeinek nevelésében bátyjára, az uralkodó hercegre támaszkodhatott. A fiúkat konzervatív monarchista szellemben nevelték.

### Harcok királyi trónusokért
1859-ben II. Viktor Emánuel és III. Napóleon csapatai elől V. Ferenc herceg családja, vele húga, Mária Beatrix is Ausztriába menekültek. A Modenai Hercegséget bekebelezték a Szárd-Piemonti Királyságba, majd 1861-ben az Olasz Királyság részévé vált.
Mária Beatrix sógora, férjének bátyja, Don Carlos Luis María Fernando herceg, Montemolín grófja (1818–1861) V. Károly néven spanyol királlyá nyilvánította magát. A karlista háborúban azonban vereséget szenvedett, II. Izabella királynő csapatainak fogságába került és lemondott trónigényéről. Öccse, Juan Carlos herceg ekkor III. János néven saját magát nyilvánította királlyá, de liberális nézetei miatt 1868-ban saját hívei, a karlisták mondatták le idősebbik fia, Carlos María de los Dolores herceg (VI. Károly) javára. Mária Beatrix fia indította a harmadik, utolsó karlista háborút, sikertelenül.
Mária Beatrix másik sógora, nővérének, Mária Terézia hercegnőnek férje, Henri d'Artois, Chambord grófja, akit a francia legitimisták 1830-ban – a soha el nem ismert Lajos Fülöp helyett – V. Henrik néven francia királlyá kiáltottak ki, 1883-ban férfi örökös nélkül elhunyt. Ezzel kihalt a Bourbonok főága, a Francia Királyság de jure a spanyol Bourbonokra szállt. A spanyol trónkövetelőt, Juan Carlos herceget a francia legitimisták III. János néven Franciaország és Navarra királyává kiáltották ki. A herceg erre a címre nyilvánosan sohasem támasztott igényt. Juan Carlos herceg 1887-ben brightoni száműzetésében hunyt el, és a trieszti San Giusto székesegyházban (a „karlista Escorialban”) temették el.
Mária Beatrix főhercegnő, Montizón grófnéja élete végéig Ausztriában élt. 1906. március 18-án hunyt el, 82 éves korában. Grazban, a karmeliták templomában temették el.

## Külső hivatkozások
- Mária Beatrix főhercegnő családi, életrajzi adatai (thepeerage.com).
- Családjának adatai, arckép (royaltyguide.nl).